# Ein Soe May
Ein Soe May (nascida em Myanmar) é o pseudônimo de uma ativista pela democracia em Myanmar. Foi uma estudante envolvida em várias campanhas. Desde o golpe de estado em Myanmar, em 2021, fez parte dos protestos contra as forças armadas. Cenário no qual as mulheres desempenharam um papel proeminente no movimento de resistência.

## Golde de estado
As táticas de desaparecimento, sequestro de reféns e tortura usadas pelos militares em Myanmar se generalizou após o golpe de estado de 2021. Até 8 de dezembro de 2021, o saldo era de 1.318 civis mortos pela repressão militar ao movimento pró-democracia, segundo a Associação de Assistência a Prisioneiros Políticos (AAPP). Das 93 mulheres mortas, ao menos 8 morreram sob custódia dos militares, sendo que quatro delas foram torturadas até a morte durante interrogatório. Ao todo mais de 10 mil pessoas foram presas, sendo mais de 2.000 mulheres.
Dentre as pessoas detidas pela junta militar de Myanmar estava Ein Soe May, que ficou dez dias num centro de interrogação militar, onde, segundo ela, foi agredida sexualmente e torturada. Segundo ela, para cada resposta que não gostaram, os captores bateram nela com uma vara de bambu. Outras cinco mulheres relataram circunstâncias similares. Depois Ein Soe May passou seis meses na Prisão de Insein. Foi liberada numa campanha de anistia realizada em outubro de 2021, que afetou 5.000 prisioneiros. Ao sair, Ein Soe May retomou as atividades ativistas.

## Reconhecimento
Em 2021, a BBC considerou-a uma das 100 mulheres mais inspiradoras do munfo.